# Potemnemus sepicanus
Potemnemus sepicanus är en skalbaggsart som beskrevs av Kriesche 1923. Potemnemus sepicanus ingår i släktet Potemnemus och familjen långhorningar. Inga underarter finns listade i Catalogue of Life.